# Энтимема
Энтиме́ма (др.-греч. ἐνθύμημα, от др.-греч. ἐνθύμημαι — «имею в душе») — сокращённое умозаключение, в котором в явной форме не выражен посыл или заключение, однако пропущенный элемент подразумевается.
Иногда к энтимеме прибегают нарочно, желая получить неожиданное заключение. Эффект остроумия в значительной степени зависит от энтимемы.
Согласно Аристотелю («Риторика»), энтимема представляет собой «риторический силлогизм»: его цель — убеждение, в отличие от полного «научного» силлогизма, используемого для доказательства.
В теории аргументации энтимема — неполно приведённый аргумент, недостающие части которого подразумеваются очевидными.

## Пример
«Юпитер, ты сердишься — значит, ты не прав», полная цепочка рассуждений здесь: «Юпитер сердится. Сердящийся не прав. Следовательно, Юпитер не прав».

## Виды энтимем
- С пропущенной большей посылкой
- С пропущенной меньшей посылкой
- С пропущенным заключением